# Comuna Lohusuu
Lohusuu este o comună (vald) din Comitatul Ida-Viru, Estonia, pe malul nord-vestic al lacului Ciud (Peipsi).
Cuprinde un târgușor (alevik) - Lohusuu, care este reședința comunei și 9 sate.

## Localități componente

### Târgușoare
- Lohusuu (Lohusuu)

### Sate
- Jõemetsa
- Kalmaküla
- Kärasi
- Ninasi
- Piilsi
- Raadna
- Separa
- Tammispää
- Vilusi